# Call of Duty: Modern Warfare 2
Call of Duty: Modern Warfare 2 è un videogioco sparatutto in prima persona pubblicato da Activision Blizzard e sviluppato da Infinity Ward. È il sesto capitolo della serie Call of Duty, seguito diretto di Call of Duty 4: Modern Warfare dal quale riprende ambientazione e gameplay. È uscito il 10 novembre 2009 per PS3, Xbox 360, Microsoft Windows e Nintendo DS. In un solo giorno ha venduto 8,5 milioni di copie con un ricavo di 810 milioni di dollari. Questo dato ricopre però solo Stati Uniti, Regno Unito e Canada. Il sequel, intitolato Call of Duty: Modern Warfare 3, è uscito l'8 novembre 2011.
È uscita una versione del gioco alternativa chiamata Call of Duty: Modern Warfare: Mobilized sviluppata per la piattaforma Nintendo DS e pubblicata da Activision il 10 novembre 2009.
Il 31 marzo 2020 è uscita in esclusiva su PS4 e successivamente il 30 aprile dello stesso anno per Xbox One e PC, la versione rimasterizzata del gioco denominata Call of Duty: Modern Warfare 2 Remastered, contenente un rinnovamento grafico, tecnico e sonoro del gioco limitato però alla sola campagna single-player.

## Trama
Sono passati cinque anni dai fatti del primo Modern Warfare, e gli eventi iniziano il 10 agosto 2016. Nonostante la morte di Zakhaev e di Al-Asad la guerra civile russa e quella in Medio Oriente non sono terminate; anzi gli ultranazionalisti russi hanno preso il potere, Zakhaev è stato eletto "eroe della nuova Russia", i lealisti russi hanno costituito un governo in esilio e gli insorti mediorientali stanno guadagnando terreno in Afghanistan. Per fermare il nuovo leader militare degli ultranazionalisti, Vladimir Makarov, Stati Uniti, Regno Unito, Australia e Canada hanno creato un reparto di forze speciali incaricato di eliminare il nuovo comandante avversario e di indebolire le forze armate nemiche: si tratta della Task Force 141.
Dopo avere superato l'addestramento e liberato dalle forze insorgenti nemiche una piccola città in Afghanistan (salvando un reparto alleato caduto in un'imboscata), il soldato scelto Joseph Allen viene trasferito dal 1º battaglione del 75º Reggimento Ranger alla CIA. Il generale Shepherd (comandante della Task Force 141) gli fornisce una nuova identità per consentirgli di infiltrarsi tra gli ultranazionalisti di Makarov; per guadagnare la fiducia del nemico, Allen, alias Alexei Borodin, è costretto a partecipare ad un attacco terroristico all'aeroporto di Mosca, massacrando civili, forze di polizia e dell'FSB, con centinaia di vittime. Prima della fuga però Makarov, al corrente della vera identità di Allen, gli spara uccidendolo e lasciandone il cadavere a terra. La polizia russa lo identificherà e la colpa dell'attacco ricadrà così sulla stessa CIA, scatenando l'ira dell'intera Russia.
Nel frattempo, sulle montagne del Tien Shan in Kazakistan, vicino al confine russo, il sergente Gary "Roach" Sanderson ed il capitano John "Soap" MacTavish, appartenenti alla Task Force 141, si infiltrano in una base russa per recuperare, su ordine di Shepherd, il modulo ACS di un satellite statunitense abbattuto. I due riescono nel loro obiettivo ma, scoperti dai nemici, sono obbligati ad azionare delle cariche di C4 collegate ai cavi di rifornimento, facendo quindi saltare in aria tutti i veicoli e gli aerei della base per poi fuggire in motoslitta con un rocambolesco inseguimento.
Nonostante l'azione degli uomini della Task Force 141, i russi riescono a copiare i file contenuti nel modulo satellitare e, sfruttandone i codici, invadono gli Stati Uniti in risposta all'attacco terroristico di Mosca, dando inizio a una probabile Terza guerra mondiale. Le unità VDV russe nella Virginia nordorientale trovano sulla loro strada i Rangers statunitensi, tra cui il sergente Foley, il caporale Dunn e il soldato semplice Ramirez, impegnati a fermarne l'invasione e ad evacuare il resto dei civili in diversi distretti.
Dopo l'invasione, la Task Force 141 è impegnata in una corsa contro il tempo per catturare Makarov e porre fine al conflitto. Soap, Roach, Ghost ed i loro uomini attraversano le favelas di Rio de Janeiro per catturare ed interrogare un noto trafficante di armi di nome Alejandro Rojas, fornitore di Makarov che ha finanziato l'attacco all'aeroporto Zakhaev. Negli scontri moriranno decine di miliziani brasiliani ed alcuni soldati della Task Force 141, tra cui un innominato autista americano e Meat e Royce, due soldati canadesi. Dalle informazioni ottenute ora sanno che Makarov è in cerca di un uomo, il "Prigioniero 627", tenuto rinchiuso in un gulag sulle coste russe dell'Oceano Pacifico. Per aprirsi la strada, la Task Force 141 abborda una stazione petrolifera che i Russi usano come base missilistica, eliminando le postazioni antiaeree nemiche e salvando degli ostaggi usati come scudi umani. L'assalto al gulag inizia e nei sotterranei la squadra trova il prigioniero, che Soap riconosce essere il capitano Price, creduto morto da 3 anni, quando venne presumibilmente ucciso durante l'Operazione Kingfish (un tentativo preventivo di uccidere Makarov due anni dopo la morte di Zakhaev), in quanto rimase indietro per coprire l'estrazione; subito dopo la scoperta la squadra si vede costretta a fuggire dal gulag che sta crollando a causa dei bombardamenti navali. Intanto la guerra negli USA continua: le forze russe sono riuscite ad avanzare fino a Washington e la squadra di Foley, insieme alle ultime forze rimaste nella capitale, deve cercare di rallentare l'avanzata nemica per permettere di evacuare i civili rimasti; tuttavia gli americani sono sul punto di essere sopraffatti.
Nel frattempo, giunto con il resto della Task Force 141 ad una base di sottomarini in Russia, Price ha un'idea su come ribaltare le sorti della guerra negli USA (disobbedendo a Shepherd, che ritiene invece prioritario eliminare Makarov). Penetrato nel sottomarino, lancia un missile nucleare su Washington che, esplodendo nello spazio, genera un impulso elettromagnetico che disabilita tutte le apparecchiature elettroniche nel nord-est degli Stati Uniti, neutralizzando l'aviazione russa e i mezzi corazzati e favorendo perciò il contrattacco americano, anche se la Stazione spaziale internazionale viene distrutta dall’immane esplosione. A questo punto gli statunitensi possono combattere alla pari contro i Russi e, dopo essersi riparati dalla "pioggia di elicotteri”, riconquistano la Casa Bianca e impediscono il bombardamento a tappeto della capitale. La battaglia si conclude con i Rangers che osservano Washington in fiamme e giurano a loro stessi che un giorno sarà Mosca a dover fare la stessa fine in risposta all'invasione da parte dei russi.
Ora la Task Force 141 viene divisa in due gruppi per setacciare gli ultimi due possibili nascondigli sulla Terra per Makarov. Nei monti del Caucaso, sul confine tra la Georgia e la Russia, una squadra guidata da Roach e Ghost riesce a copiare i veri dati del modulo ACS dal suo computer (i file già in mano loro si erano rivelati falsi). I due riescono a fuggire ed a raggiungere il punto di estrazione in una radura dove li aspetta l'elicottero di Shepherd, ma all'improvviso il generale, non appena gli vengono consegnati i dati, spara prima a Roach, già ferito, e poi a Ghost, per poi bruciarne i corpi.
Shepherd è dunque il vero nemico: ha fatto in modo che l'identità di Allen venisse scoperta da Makarov, che i russi riuscissero a copiare il modulo ACS e che la guerra scoppiasse per prendere il potere negli USA e passare per un eroe nazionale. Il generale, che ha avuto un generoso finanziamento dal governo americano, assolda un piccolo esercito mercenario, la Shadow Company, per eliminare sia Makarov sia quanto resta della Task Force 141.
Soap e Price, incaricati di controllare l'altro nascondiglio di Makarov in Afghanistan, cadono in un'imboscata delle forze di Shepherd, impegnate anche ad eliminare le truppe ultranazionaliste sul posto. I due riescono a salvarsi fuggendo con l'aereo di Nikolai (un loro commilitone australiano, Rook, viene invece ucciso). Comprendendo di avere nel generale americano un nemico comune, Makarov decide di collaborare con Price, informandolo che la base di Shepherd è il "Sito Hotel Bravo", in Afghanistan, sapendo che solo lui e Soap possono riuscire ad eliminarlo.
I due ex SAS, considerati ormai pericolosi latitanti internazionali, si introducono nella base di Shepherd cercando di stanarlo ed ucciderlo, ma questi fa esplodere la base, sacrificando molti uomini nel vano tentativo di uccidere i due. Price e Soap proseguono allora l'inseguimento con un gommone e riescono ad abbattere l'elicottero con cui il generale cerca di fuggire. Soap, separato da Price, ferito e armato solo di coltello, cerca di far fuori Shepherd, ma questi ha la meglio prima scagliandolo contro un'auto e poi ferendolo gravemente infilandogli un pugnale nel petto. Mentre sta per dargli il colpo di grazia Shepherd rivela di essere stato il comandante delle forze americane impegnate contro Al-Asad, nel precedente episodio, colpite dall'esplosione nucleare. Il disinteresse dell'opinione pubblica nei confronti del disastro ha spinto il generale ad ideare l'intero piano, con l'intento di spingere la gente a venerare l'Esercito come unica forza in grado di proteggerli. In quell'istante Price interviene ingaggiando con il nemico un corpo a corpo e nel frattempo Soap riesce ad estrarre il pugnale dal suo petto per poi scagliarlo nell'occhio sinistro del generale, uccidendolo all'istante. Infine, Price e Soap sanguinanti si dirigono verso l'elicottero di Nikolai giunto a recuperarli e fuggono in un rifugio in un luogo imprecisato.
Alla fine della campagna si può accedere a un museo in cui saranno esposti tutti gli scenari della campagna e sarà disponibile un minigioco che vedrà il giocatore combattere contro alcune delle figure esposte.

## Modalità di gioco

### Operazioni speciali
In Modern Warfare 2 è presente una campagna cooperativa chiamata "Operazioni Speciali", dove sono presenti missioni slegate dal contesto principale, sebbene siano ambientate nelle medesime località. Le missioni possono essere giocate da un solo giocatore oppure da due giocatori in schermo condiviso o tramite connessione online (alcune richiedono espressamente due giocatori). Gli obiettivi delle missioni sono differenti, dal semplice raggiungere un determinato punto della mappa all'uccidere il maggior numero di nemici entro un tempo limite, da una corsa a tempo sulla motoslitta al disinnesco di ordigni, il tutto sotto costante fuoco nemico. In totale ci sono 23 missioni, ognuna delle quali con tre stelle da conquistare, corrispondenti a tre livelli di difficoltà crescente. Completando le missioni alla difficoltà più elevata, viene inoltre mostrato sulla "scheda" il miglior tempo ottenuto dai giocatori di Infinity Ward, in modo da essere confrontato con quello del giocatore.

### Multiplayer e contenuto scaricabile
Il gioco online include diverse modalità di gioco che variano dai classici "Tutti contro tutti" e "Deathmatch a squadre" fino ai "Cerca e distruggi", "Dominio", "Demolizione" ed altre. Nel multiplayer è possibile creare delle "classi" nelle quali modificare e personalizzare l'armamento. Inoltre in multigiocatore si dispone di bonus per le serie uccisioni e la possibilità di giocare in squadre. Inoltre è presente la modalità "Veterano" in cui nell'interfaccia di gioco non si vedranno munizioni, mappa e quant'altro, il fuoco amico è attivo e basteranno pochi proiettili per uccidere. Sono usciti due pacchetti mappe chiamati:
- Stimulus Package: Bailout, Storm, Salvage, Crash e Overgrown. (quest'ultimi due sono delle rivisitazioni di due mappe di Modern Warfare)
- Resurgence Package: Carnival, Trailer Park, Fuel, Strike e Vacant. (quest'ultimi due sono delle rivisitazioni di due mappe del primo Modern Warfare)

## Personaggi

### Giocabili
- Soldato Scelto Joseph Allen (1º Batt., 75º Reggimento Rangers / Task Force 141 / agente sotto copertura della CIA);
- Sergente Gary "Roach" Sanderson (Task Force 141 e del 22º Reggimento SAS britannico);
- Soldato James Ramirez (1º Batt., 75º Reggimento Rangers);
- Astronauta controllabile durante la missione "Secondo sole" (solo visuale prima persona);
- Capitano John "Soap" MacTavish (Task Force 141 e 22º Reggimento SAS britannico).

### Alleati
- Sergente Foley (1º Batt., 75º Reggimento Rangers);
- Caporale Dunn (1º Batt., 75º Reggimento Rangers);
- Generale Shepherd (Comandante della Task Force 141, Esercito USA, all'inizio alleato);
- Capitano John "Soap" MacTavish (Task Force 141 e 22º Reggimento SAS britannico);
- Tenente Simon "Ghost" Riley (Task Force 141 e del 22º Reggimento SAS britannico);
- Capitano John Price (Task Force 141 e 22º Reggimento SAS britannico);
- Meat (Task Force 141)
- Royce (Task Force 141)
- Ozone (Task Force 141)
- Scarecrow (Task Force 141)
- Archer (Task Force 141)
- Toad (Task Force 141)
- Nikolai (Task Force 141 ed Esercito lealista russo) e Kandahar (il suo elicottero).

### Nemici
- Vladimir Makarov (Terrorista e leader militare del partito ultranazionalista russo);
- Viktor (Uomo di Makarov)
- Lev (Uomo di Makarov)
- Kiril (Uomo di Makarov)
- Anatoly (Uomo di Makarov)
- Alejandro Rojas (Fornitore d'armi brasiliano di Makarov e Comandante della Milizia Brasiliana);
- Generale Shepherd (Generale statunitense, ex Comandante della Task Force -141 e Comandante della Shadow Company).

### Doppiaggio
| Personaggio           | Doppiatore originale | Doppiatore italiano                                        |
| --------------------- | -------------------- | ---------------------------------------------------------- |
| John "Soap" MacTavish | Kevin McKidd         | Oliviero Corbetta (originale) Roberto Palermo (Remastered) |
| Capitano Price        | Billy Murray         | Diego Sabre                                                |
| Generale Shepherd     | Lance Henricksen     | Gianni Quillico (originale) Daniele Ornatelli (Remastered) |
| Sergente Foley        | Keith David          | Ruggero Andreozzi                                          |
| Caporale Dunn         | Barry Pepper         | Francesco Mei                                              |
| Simon "Ghost" Riley   | Craig Fairbrass      | Diego Baldoin                                              |
| Vladimir Makarov      | Roman Varshavsky     | Gabriele Calindri                                          |
| Overlord              | Glenn Morshower      | Gabriele Calindri                                          |
| Soldato Joseph Allen  | Troy Baker           | Stefano Pozzi                                              |
| Worm                  | Mark Grigsby         | Pietro Ubaldi                                              |
| Colonnello Marshall   | Kirk Thornton        | Marco Pagani                                               |
| Nikolai               | Sven Holmberg        | Alberto Olivero (originale) Francesco Rizzi (Remastered)   |
| Archer                | Graham McTavish      | Pietro Ubaldi                                              |
| Maggiore Petrov       | Boris Kievsky        | Stefano Albertini                                          |
| Viktor                | Michael Cudlitz      | Gualtiero Scola                                            |
| Diego Salgado         | Ramon Fernandez      | Gianpaolo Caprino                                          |
| Anatholy              | Daniel Gamburg       | Andrea Failla                                              |
| Wade                  | Liam O'Brien         | Alessandro Zurla                                           |
| Segretario Cullen     | Glenn Morshower      | Pietro Ubaldi                                              |

Personaggi minori: Alessandro Zurla, Matteo Zanotti, Marco Benedetti, Alessandro Germano, Andrea Bolognini, Andrea Failla, Leonardo Patrignani, Alessandro Testa, Stefano Pozzi.

## Colonna sonora
La colonna sonora di Modern Warfare 2 è stata composta da Hans Zimmer e Lorne Balfe. La canzone utilizzata nel trailer di lancio a pochi giorni dall'uscita è di Eminem, dal titolo "'Till I collapse" ed è contenuta nell'album The Eminem Show uscito nel 2002. La canzone utilizzata nel menù delle "Operazioni Speciali" è "Final Down".

## Accoglienza
GameSpy nominò Call of Duty: Modern Warfare 2 complessivamente "gioco dell'anno" del 2009.
La versione per Microsoft Windows è stata criticata per una serie di mancanze e limitazioni: tra le principali l'assenza di server dedicati per il gioco multiplayer, la mancanza di una console di comando interna e un supporto limitato per modifiche.

### Missione "Niente russo"
La campagna in giocatore singolo contiene la missione "Niente russo" ("No Russian" in originale), dove il giocatore interpreta un agente della CIA sotto copertura che partecipa a un attacco terroristico in un aeroporto. L'inizio del livello vede i compagni del protagonista uccidere una folla di civili, e il giocatore stesso può scegliere di aprire il fuoco contro altri passeggeri sparsi nella mappa. Nonostante la possibilità di saltare la missione, il livello ha scatenato forti controversie in quanto giudicato eccessivamente violento e di cattivo gusto.
In Russia, le versioni per console del gioco sono state ritirate dal mercato su ordine governativo a causa della missione; successivamente, il gioco è stato rimesso in vendita in esclusiva per Microsoft Windows con una patch grazie alla quale è stato eliminato il livello. Nelle versioni vendute in Giappone e in Germania, se il giocatore tenta di sparare contro la folla in fuga, il gioco termina con una schermata di game over.
Tuttavia, all’inizio della missione è possibile scegliere se giocarla oppure no, in quanto viene mostrata una schermata che dà la possibilità al giocatore di saltare la missione, senza alcuna ripercussione sulla trama o sugli avvenimenti del gioco.
È considerata una missione “iconica” nell’intera saga, nonostante il contenuto esplicito.